# جهان‌گرایی توحیدگرا
جهان‌گرایی توحیدگرا (در انگلیسی: Unitarian Universalism یا به اختصار UUism) یک آیین و به نوعی دین آزاد برای پیدا کردن حقیقت زندگی است. پیروان این آیین تعصبات خاصی ندارند و تنها نقطه مشترکشان این است که همگی به دنبال هدف زندگی خود هستند. پیروان این آیین برای آثار سایر ادیان به ویژه انجیل و تورات احترام خاصی قائلند و جلسات دعا را به‌طور منظم و به سبک خاص آیین خود برگزار می‌نمایند. پیروان این آیین همچنین توجه خاصی به آثار مولانا و سایر عرفای شرقی دارند. این فرقه از ترکیب کلیسای یونیتارین یا توحیدگرا که در ادامه حرکت پروتستانیسم ایجاد شده و با رد نظریه تثلیث خداوند را واحد و عیسی مسیح را پیامبر او می‌داند و نظریه یونیورسالیسم یا جهانشمول بودن بخشش خداوند به معنای رستگاری برای تمام نوع بشر و عدم باور جهنم پدید آمده‌است. این فرقه پیروانی در سراسر جهان دارد ولی فعالیت‌های آن در امریکای شمالی متمرکز بوده و مقر آن به نام The Church of the Larger Fellowship در بوستون ایالت ماساچوست واقع است و هر ساله یک کنگره سراسری با حضور هزاران نفر از پیروان این فرقه از سراسر جهان در یکی از شهرهای ایالات متحده برگزار می‌گردد و در این کنگره رهبر این فرقه نیز در فرایندی دموکراتیک انتخاب می‌گردد. این فرقه را می‌توان اولین فرقه تأسیس شده در ایالات متحده امریکا دانست.

## عقاید

### عقاید اصلی
افرادی که خود را جهان‌گرای توحیدگرا به حساب می‌آورند به آزادی کامل ولی مسئول در برابر این آزادی در حوزه‌های سخن، تفکر، اعتقادات، دین و گرایش‌ها اعتقاد دارند. آن‌ها اعتقاد دارند که هر فردی آزاد است تا به دنبال حقیقت زندگی خود و جواب‌هایی به مسائلی همچون هستی، طبیعت خدا و زندگی بعد از مرگ باشد.

### هدف‌ها
در حالی که جهان‌گرایان توحیدگرا هیچ عقیده ویژه و مشترکی ندارند اما بیشتر آن‌ها ۷ قانون اصلی جهان‌گرایی توحیدگرا را محترم میشمارند:
- هر انسان ارزش وجودی خود را دارد
- عدالت، برابری و رحمت در رابطه‌های میان انسان‌ها
- قبول کردن عقاید دیگران و یاد گرفتن از آنها
- آزاد بودن برای پیدا کردن حقیقت زندگی
- دموکراتیک بودن پروسه انتخابات و اینکه هر کسی رأی خود را داشته باشد
- هدف دنیا و جامعه‌ای سرشار از صلح، آزادی و عدالت برای همه
- احترام گذاشتن به زمین و تمام موجودات آن که ما هم جزوی از آن هستیم

### خدا
با این که جهان‌گرایی توحیدگرا یک آیین است اما در آن افراد به انواع مختلفی از خدا اعتقاد دارند، بعضی به تک‌خدایی (توحید) بعضی به چندخدایی، بعضی به خدای مونث و بعضی نیز اعتقاد دارند که خدا فقط یک نشانه برای رسیدن به حقیقت و دنیای والاتر است.

## متن‌های مقدس
با اینکه جهان‌گرایان توحیدگرا هیچ دین خاصی را قبول ندارند اما هیچ‌کدام را هم رد نمی‌کنند و ارزش هر کدام را قبول دارند. این نکته در مورد متن‌های مقدس دیگر دین‌ها هم درست است. همانطوری‌که در کتاب «سوال‌های معمول در مورد یگانگی جهانی» آمده‌است:
در هر حال ما انجیل -یا هر تجربه دیگر انسان را- مصون از خطا یا تنها منبع حقیقت نمی‌دانیم. بسیاری از مطالب در انجیل افسانه‌آمیز و غیر حقیقی است، نه اینکه به این دلیل باید آن را بی‌ارزش دانست بلکه آن را باید برای آنچه که هست ارج نهاد. ما به این اعتقاد داریم که انجیل را مانند بقیه کتاب‌ها باید خواند با تصور و نگاهی نقاد.